# 乔瓦尼·马尔图谢洛
乔瓦尼·马尔图谢洛（義大利語：Giovanni Martusciello，1971年8月19日—）意大利足球主教练，退役足球运动员，曾司职攻击型中场，曾擔任意大利足球甲级联赛拉素體育會看守領隊。

## 球员生涯
球员时代，马尔图谢洛司职攻击型中场。他在家乡伊斯基亚的意丙一球队伊斯基亚绿岛开始了足球生涯。1995年，他离乡加盟恩波利。恩波利当时同样身处丙一级联赛。在年轻主教练卢西亚诺·斯帕莱蒂带领下，恩波利连升两级，进入意甲联赛。期间，马尔图谢洛身为球队主力。1997年8月31日，他首次在意甲联赛亮相，对手是罗马队。
1999年，他离开恩波利，租借加盟热那亚。2000年1月，他租借加盟意丙一球队巴勒莫。不久，他回到意乙联赛。先后在奇塔代拉、卡塔尼亞效力。职业生涯的最后阶段，他在一些小俱乐部效力，如圣贝内德托、卢卡和蓬泰代拉。

## 教练生涯
退役之后，马尔图谢洛回归恩波利，出任青年队教练。后来，他来到恩波利一队，辅佐了阿尔弗雷多·阿利耶蒂、毛里齐奥·萨里和马尔科·詹保罗三任主教练。2016年夏天，恩波利宣布提拔马尔图谢洛在新赛季担任主教练。
2016至2017赛季马尔图谢洛作为恩波利主教练，年薪仅有20万欧元，与克罗托内主教练尼科拉并列为当赛季意甲年薪最低的主教练。赛季中，恩波利曾一度超出降级区佩斯卡拉、巴勒莫和克罗托内三支球队十个积分。然而，克罗托内后半程发力，联赛最后一轮前恩波利与克罗托内的积分差距缩小为1分。最后一轮，恩波利输给了已经提前降级的巴勒莫，克罗托内主场击败了拉齐奥，恩波利降入意乙联赛。
恩波利降级之后，马尔图谢洛加入国际米兰教练组，担任助理教练，辅佐卢西亚诺·斯帕莱蒂。在恩波利确认降级之前，意大利媒体就传闻斯帕莱蒂将在下个赛季接手国际米兰，而马尔图谢洛将出任助理教练，当时马尔图谢洛还对媒体辟谣，声称自己已成为主教练，不希望让自己的教练生涯倒退。